# Ostrakon del principe Sethherkhepshef
L'Ostrakon del principe Sethherkhepshef è un ostrakon figurato in pietra calcarea dipinta del figlio di Ramesse III (che regnò dal'1186 al 1155 a.C.). Si tratta di un profilo figurato in piedi del principe Sethherkhepshef (che in seguito salì al trono come Ramesse VIII) in una posa di adorazione, con le braccia tese, uno scettro nella mano sinistra e la mano destra con il palmo in avanti. Dietro Sethherkhepshef, in una disposizione canonica di figure e scritte, c'è una colonna verticale di geroglifici che recita "figlio del re del suo corpo, il suo amato" con il suo nome (Seth-her-kepesh) che appare alla fine.

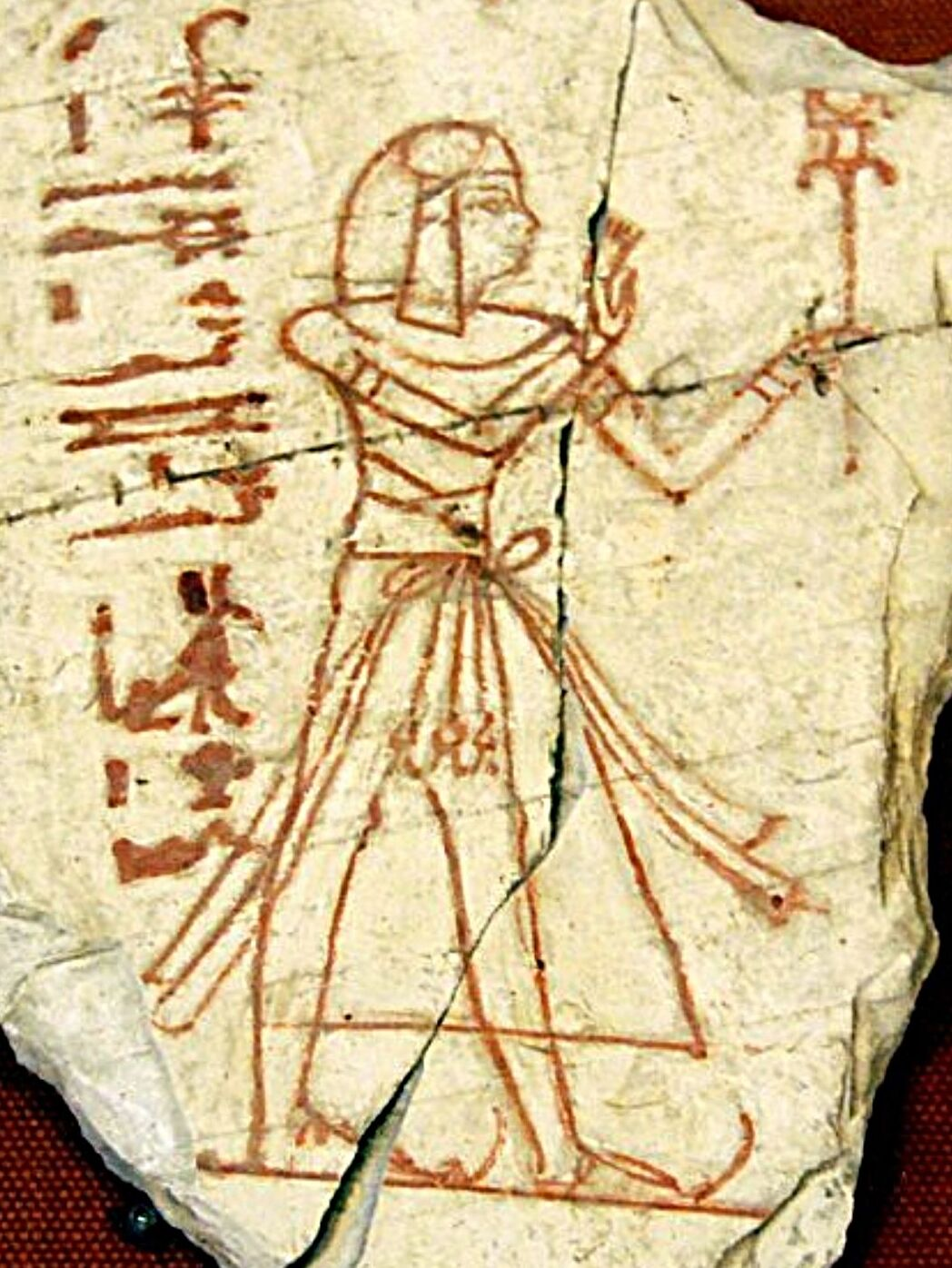
Dettaglio

L'ostrakon è stato rinvenuto nella Valle delle Regine, dove fu costruita una tomba (QV43) per il principe, durante la campagna di scavi del 1903-1906 diretta da Schiaparelli. Il reperto è conservato nel Museo Egizio di Torino (S.5637).
Gli ostraka egiziani venivano utilizzati per realizzare schizzi artistici, caricature, documenti di lettere, scrittura scolastica di pratica e graffiti. Questo particolare ostrakon potrebbe essere uno schizzo di un artigiano che lavorava alla tomba del principe.